# ويليام غراي (سياسي أمريكي، مواليد 1750)
ويليام غراي (بالإنجليزية: William Gray)‏ هو سياسي أمريكي، ولد في 8 يوليو 1750 في لين في الولايات المتحدة، وتوفي في 3 نوفمبر 1825 في بوسطن في الولايات المتحدة. نشط حزبياً في الحزب الجمهوري الديمقراطي. وقد انتخب عضو مجلس نواب ماساتشوستس وانتخب نائب حاكم ماساتشوستس ‏.